# Suc-et-Sentenac
Suc-et-Sentenac è un ex comune francese di 60 abitanti situato nel dipartimento dell'Ariège nella regione dell'Occitania. Il 1º gennaio 2019 il comune è stato accorpato ai comuni di Goulier, Sem e Vicdessos per formare il nuovo comune di Val-de-Sos.

## Società

### Evoluzione demografica
Abitanti censiti